# Herbert McLeod

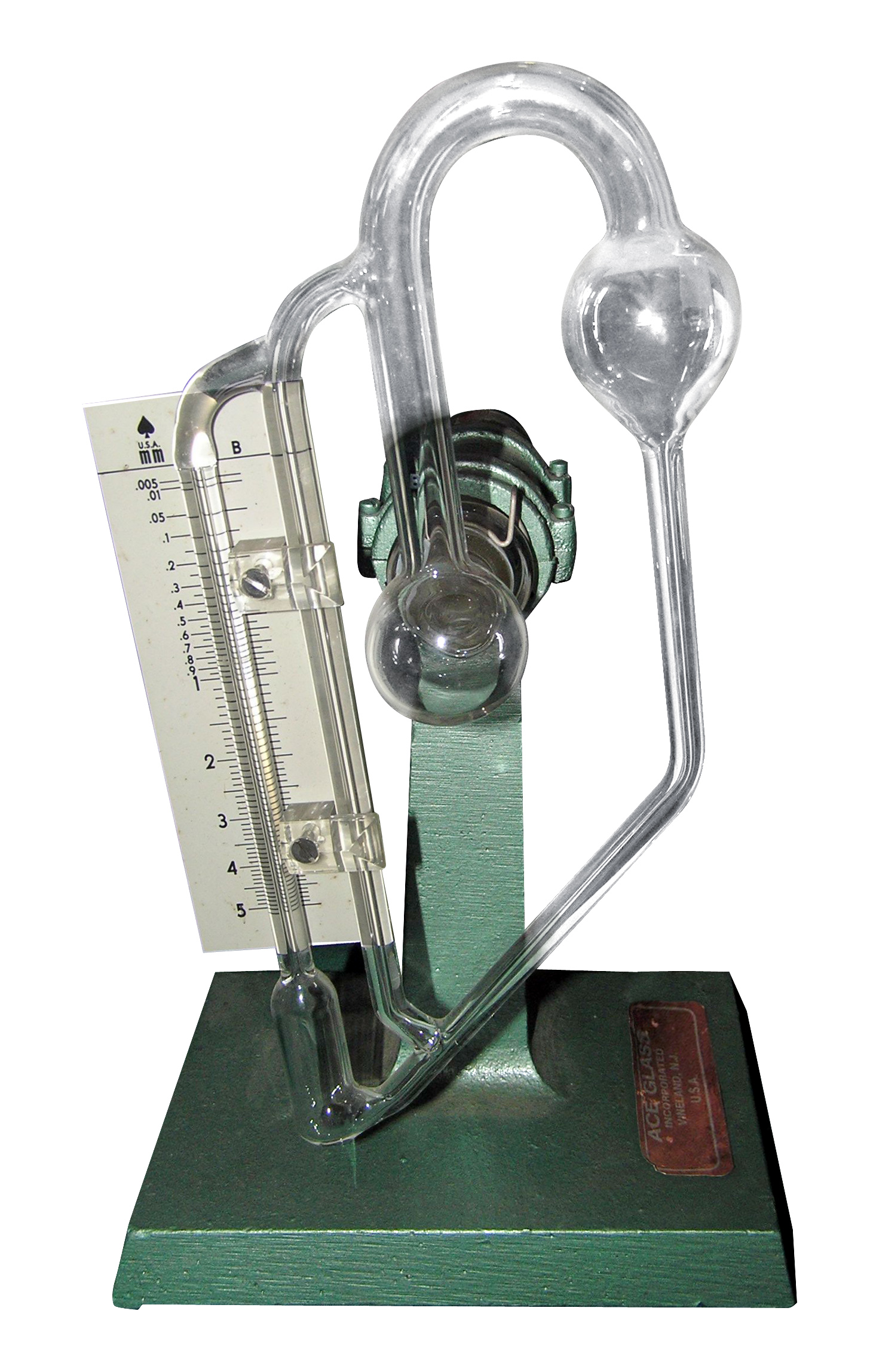
McLeod-Vakuummeter (ohne Quecksilber)

Herbert McLeod (* 19. Februar 1841 in Stoke Newington; † 1. Oktober 1923) war ein britischer Chemiker. Nach ihm wurde das McLeod-Vakuummeter benannt, eine Vorrichtung zur Messung kleiner Drücke.
McLeod studierte Chemie bei August Wilhelm von Hofmann am Royal College of Chemistry. 1865 wurde er Assistent von Edward Frankland, bis er 1871 einen Ruf als Professor an das Royal Indian Engineering College (RIEC) in Cooper’s Hill bei London erhielt.
McLeods Tagebuch, das er von 1860 bis 1923 führte, ist hauptsächlich eine Aufzählung von gesellschaftlichen Ereignissen ohne persönliche Ansichten und damit eine zuverlässige historische Quelle für das wissenschaftliche Leben im viktorianischen London.
Ab 1881 war er Fellow der Royal Society.